# تراث شعبي فلبيني
التراث الشعبي الفلبيني هو مجموعة الفنون القديمة والقصص والحكايات الشعبية المنحصرة ضمن عادات وتقاليد الشعب الفلبيني، وتم نقل المعرفة المتعلقة بالفلكلور الفلبيني من جيل إلى جيل عن طريق الرواية الشفهية أو المكتوبة.

## التراث الثقافي والشفهي الفلبيني
ثقافة الشعب الفلبيني هي مزيج من الثقافات الشرقية والغربية، تعرض ثقافة الفلبين جوانب موجودة في دول آسيوية أخرى كتراث الملايو لكنها أيضاً تظهر التأثر بالثقافات الأمريكية والإسبانية.

### التراث الفني والموسيقي

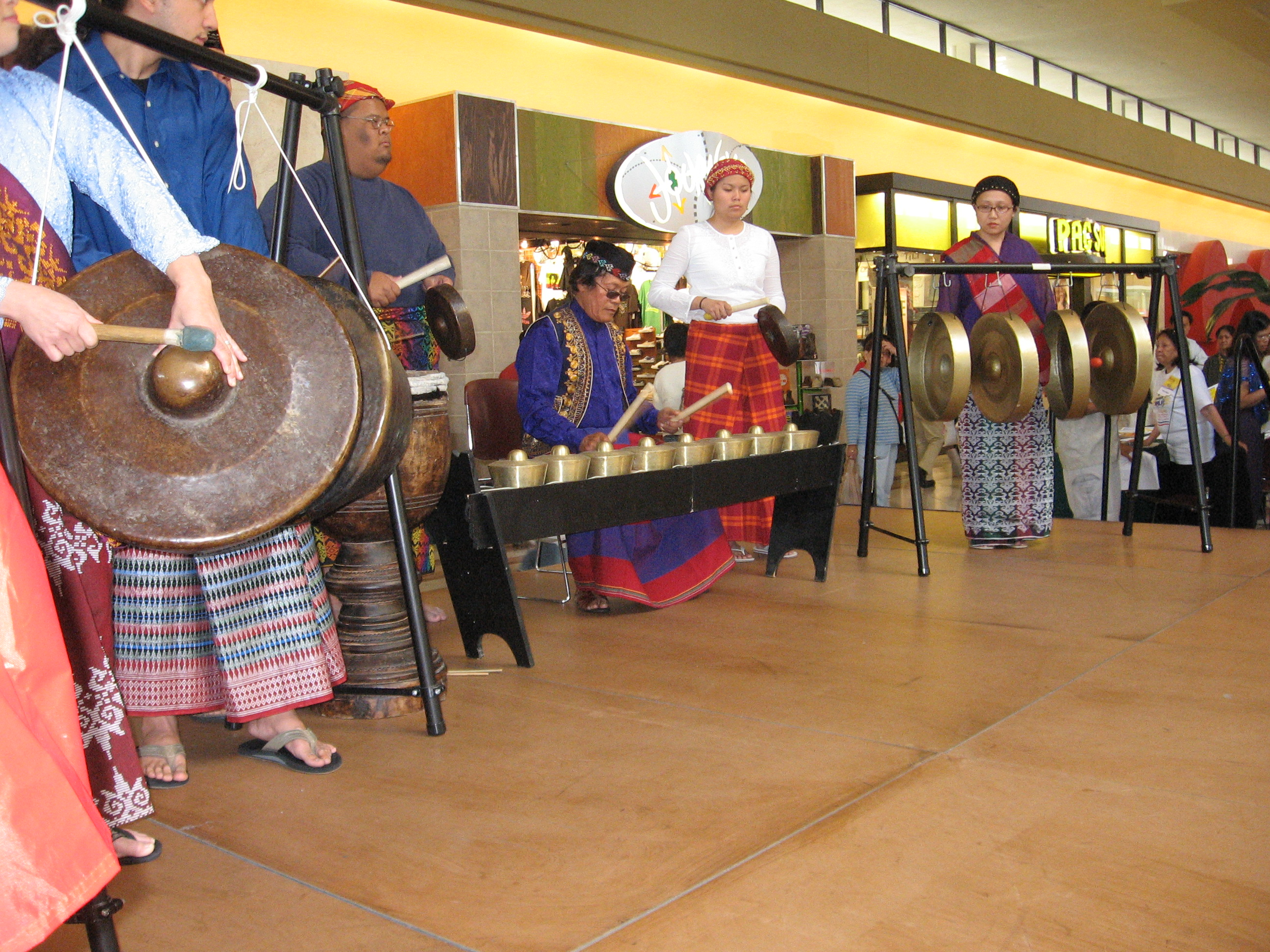
فرقة موسيقية فلبينية تعزف على أدوات موسيقية فلبينية تعود لما قبل الحقبة الإسبانية

تقام في الفلبين احتفالات تقليدية معروفة باسم (مهرجانات المنطقة) لإحياء ذكرى القديسين، وتعتبر هذه الاحتفالات مناسبات للرقص والموسيقى واقامة الولائم. رغم ذلك، تتعرض بعض التقاليد للهجر والنسيان نتيجة لعصرنة الحياة اليومية. يشاد بشركة بايانيهان الوطنية الفلبينية للرقص الشعبي لحفاظها على العديد من الرقصات الشعبية التقليدية المختلفة الموجودة في جميع أنحاء الفلبين، تعود شهرتهم لأدائهم الإبداعي لرقصات فلبينية مثل تاينكلينج وسينغكيل اللتان تشملان عصي الخيزران.

#### الرقص
تاينكلينج: وهي الرقصة الشعبية في الفلبين، حيث يرقص زوجين من الراقصين فوق أعمدة من خشب الخيزران في حركة تحاكي «طيور تيكلينغ» وهي تقفز فوق الأشجار، أو السيقان، أو فوق مصائد الخيزران التي يضعها المزارعون. يقوم الراقصون بأداء هذه الرقصة بنفحة رائعة وسرعة القفز بين أعمدة الخيزران.
رقصات المينداناو: وهي من أقدم الرقصات الشعبية في الفلبين.
رقصة البانجلاي: وهي رقصة يتم أدائها في حفلات الزفاف والاحتفالات.

#### الميثولوجيا
برزت الأساطير والقصص الشعبية الفلبينية في المقام الأول من خلال الأدب الشعبي الشفوي التقليدي للشعب الفلبيني، الكثير من الأساطير والقصص تحوم حول مخلوقات خارقة للطبيعة مثل:
أسوانغ (مصاص الدماء): في الفلكلور الفلبيني هي أسطورة قديمة تحكي عن روح شريرة تغير شكلها إلى أشكال مخيفة. 
ماريانج ماكلينج: هي جنية تسكن فوق جبل ماكيلينج في مدينة لاغونا، وهو بركان غير نشط. وصفت التقاليد الشفوية في الفلكلور الفلبيني أن جبل ماكيلينج كان في يوم من الأيام قلعةً، وكانت ماريان ماكلينج أميرةً تسكن في تلك القلعة.

## التراث اليدوي

### اللباس التقليدي
للفلبين عدة أنواع من اللباس الفلبيني التقليدي تغيرت على مر الوقت وأهمها هو الزي الرسمي ويدعى (بارونق تاغالوغ) أي اللباس الفلبيني التقليدي.
لباس البارونق الفلبيني للرجال: الزي التقليدي الفلبيني للرجال وهو عبارة عن قميص مصنوع من الحرير وعليه تطريزات ذهبية وتختلف التطريزات من لباس لآخر، يلبس معه بنطال قماشي اسود. يلبسه العريس في حفلة الزفاف الفلبيني وايضاً يلبسه الرئيس الفلبيني عند مراسم الاحتفال الرئاسية أو عند أي مناسبة أو عطلة رسمية، أحياناً يلبسه معلمي المدارس.
لباس باروت سايا الفلبيني للسيدات: يعني باللغة الفلبينية (تنورة وقميص) هو الزي التقليدي الفلبيني للنساء وهو عبارة عن فستان مصنوع من الحرير وعليه تطريزات ذهبية وتختلف التطريزات من لباس لآخر. يلبس هذا اللباس في حفلات الزفاف وايضاً تلبسه الرئيسة الفلبينية عند مراسم الاحتفال الرئاسية أحياناً يلبسه معلمي المدارس.

#### الفن الإسلامي
يوجد اثنين من الاساليب الرئيسية من الفن الإسلامي في الفلبين. أحدهما هو النحت على الخشب المقوس والمعادن تسمى (okir)، يشبه فن الشرق الأوسط الإسلامي. هذا الطراز يقوم به الرجال. والطراز الآخر هو النسيج أو التطريز، وتقوم به النساء.

##### الفن المعماري
تأثرت طريقة بناء المنازل والكنائس والمدارس في الفلبين بالطريقة الاسبانية. كونها مستعمرة الإمبراطورية الإسبانية لمدة 300 سنة، قدم الإسبان الهندسة المعمارية للاستعمار الأوروبية إلى الفلبين.